# Never Say Die!
Never Say Die! är ett musikalbum av Black Sabbath som släpptes i oktober 1978. Sångaren i bandet, Ozzy Osbourne, hade då kommit tillbaka till Black Sabbath efter ungefär ett års uppehåll. Never Say Die! skulle bli det sista studioalbumet med Ozzy Osbourne på sång. Vid den här tidpunkten var Ozzy Osbourne och Tony Iommi oense om en del saker så många anser att denna skiva inte har samma klass som de andra med originaluppsättningen. Andra menar att låtarna på skivan håller hög musikalisk kvalitet samt kännetecknas av ovanligt starka melodislingor. Albumet spelades in i början av 1978 i Toronto. Det tog lång tid att spela in Never Say Die eftersom bandmedlemmarna hade svårt att samarbeta. Dessutom så hade deras alkohol och drogmissbruk blivit värre vilket påverkade inspelningen. 

## Låtförteckning
Alla låtar är skrivna av Geezer Butler, Tony Iommi, Ozzy Osbourne, Bill Ward.
1. "Never Say Die" - 3:50
2. "Johnny Blade" - 6:28
3. "Junior's Eyes" - 6:43
4. "A Hard Road" - 6:05
5. "Shock Wave" - 5:15
6. "Air Dance" - 5:17
7. "Over to You" - 5:24
8. "Breakout" - 2:35
9. "Swinging the Chain" - 4:05

## Medverkande
- Ozzy Osbourne - sång
- Tony Iommi - gitarr, bakgrundssång (4)
- Geezer Butler - elbas, bakgrundssång (4)
- Bill Ward - trummor, sång (9), bakgrundssång (4)

Andra medverkande:
- Don Airey - keyboards
- John Elstar - munspel
- Will Malone - blåsarrangemang

Never Say Die turnén
 

Turnén började i Sheffield, Storbritannien den 16 maj 1978 och avslutades i Albuquerque, USA den 11 december samma år. Under turnén så var bandet ofta drogpåverkade, speciellt Ozzy. När de skulle spela i Nashville så dök Ozzy inte upp, detta gjorde att de tvingades ställa in konserten. Det visade sig att han låg och sov på ett hotellrum. Han hade några dagar tidigare haft en kokain-duel med Van Halens sångare vilket hade gjort att han hade varit vaken i flera dagar. Han hade även hamnat på fel hotell vilket gjorde det väldigt svårt att hitta honom.